# Cambará do Sul
Cambará do Sul ist eine Stadt im Osten des Bundesstaats Rio Grande do Sul in Südbrasilien an der Grenze mit dem Bundesstaat Santa Catarina. Sie liegt etwa 180 km nordöstlich von Porto Alegre. Benachbart sind die Orte São Francisco de Paula, Jaquirana, São José dos Ausentes, Timbé do Sul, Jacinto Machado und Praia Grande. Ursprünglich war Cambará do Sul Teil des Munizips São Francisco de Paula.

## Geschichte
Die damalige Siedlung Cambará do Sul befand sich im 19. Jahrhundert entlang einer Handelsroute und wurde 1864 nur deshalb zu einer Stadt, weil, aufgrund einer anonymen Spende, fast 200 m² Land zur Verfügung gestellt wurde zum Bau einer Kirche. Aufgrund dieser Kirche wurden mehr und mehr Viehhirten und Siedler hier sesshaft.

## Sehenswürdigkeiten und Tourismus
Cambará do Sul dient gern als Ausgangspunkt zum Besuch der brasilianischen Nationalparks Aparados da Serra und Serra Geral und ihren Canyons. Ebenfalls beliebtes Ausflugsziel sind die teilweisen Überreste vom Mata Atlântica.
Die beste Jahreszeit, um Cambará do Sul zu besuchen, ist im Winter zwischen Mai und August, da aufgrund des Viração-Phänomens die Nebelbildung geringer ist. Diese dichte Nebelschwaden bilden sich wegen der direkten Nähe zur Küste und ziehen sich in die Canyons der umliegenden Nationalparks hinein und können hierdurch etwaige Ausflüge beeinträchtigen. Dies gilt ganz besonders im traditionellen Regenmonat September.
Es gibt außerdem eine etwas andere Möglichkeit seinen Urlaub hier zu verbringen. Verschiedene Besitzer von Farmen oder Gutshöfen bieten die Möglichkeit an, die „Zeit auf dem Lande“ zu verbringen, und öffnen für Touristen ihre Pforten. Da hier noch alte Traditionen bewahrt werden, ist der Gaucho-Flair in dieser Lebensart noch überall präsent.
Besondere Sehenswürdigkeiten der Gegend:
- der Itaimbezinho-Canyon
- der Andorinhas-Wasserfall
- das Flusstal oberhalb des Río Santa Cruz im Naturpark Parque da Ferradura (Hufeisenpark)
- der Hochlandort São José dos Ausentes am höchsten Berg von Rio Grande do Sul
- die Canyons Fortaleza und Malacara

## Klima
Das Klima in der Gegend ist mild, jedoch stets feucht. Die jährliche Durchschnittstemperatur liegt um die 21 Grad Celsius.